# اچ‌ام‌اس اسکورپیون (۱۸۶۳)
اچ‌ام‌اس اسکورپیون (۱۸۶۳) (به انگلیسی: HMS Scorpion (1863)) یک کشتی بود که طول آن ۲۲۴ فوت ۶ اینچ (۶۸٫۴۳ متر) بود. این کشتی در سال ۱۸۶۳ ساخته شد.